# カーライル・トロスト
カーライル・アルバート・ハーマン・トロスト（Carlisle Albert Herman Trost、1930年4月24日 - 2020年9月29日）は、アメリカ合衆国の海軍軍人。最終階級は海軍大将。第23代アメリカ海軍作戦部長。

## 経歴
イリノイ州バルメイヤーで生まれ、1953年に海軍兵学校を卒業し海軍に入隊する。トロストは潜水艦勤務を志願し、海軍潜水艦学校に入校する。その後潜水艦勤務が続き、2隻の原子力潜水艦艦長のほか戦略ミサイル原子力潜水艦隊などで勤務する。
1973年に将官に昇進し第1潜水艦隊第5潜水群司令官に、1980年から1981年まで第7艦隊司令官、1985年から1986年にかけて大西洋艦隊司令官兼アメリカ大西洋軍司令官を務める。
陸上勤務では、海軍長官付首席参謀や海軍作戦本部戦略分析部や計画・立案部で勤務する。1986年5月にロナルド・レーガン大統領に次期海軍作戦部長候補に指名される。
1986年7月1日に第23代海軍作戦部長に就任する。
1990年7月1日に退役。